# Oppeboda göl
Oppeboda göl är en sjö i Kalmar kommun i Småland och ingår i Alsterån-Snärjebäckens kustområde.